# Borg El Arabstadion
Het Borg El Arabstadion is een multifunctioneel stadion in Borg El Arab, een stad in het noorden van Egypte. Het stadion ligt ten zuidwesten van de stad Alexandrië, in de buurt van de Middellandse Zee. In het stadion kunnen 86.000 toeschouwers. Daarmee is het de grootste van Egypte en de op een na grootste van Afrika. In het stadion worden vooral voetbalwedstrijden gespeeld, maar er kunnen ook atletiekwedstrijden georganiseerd worden. De voetbalclubs Al-Ittihad Alexandrië en Smouha SC maken gebruik van dit stadion om hun thuiswedstrijden te spelen. Ook het nationale elftal van Egypte speelt hier weleens zijn internationale thuiswedstrijden.

## Geschiedenis
Dit stadion werd gebouwd voor het Egyptische bid voor het Wereldkampioenschap voetbal 2010 Egypte werd geen gastland van dat toernooi. In 2007 was de opening van het stadion. In 2009 werd dit stadion wel gebruikt voor het Wereldkampioenschap voetbal onder 20-jarigen. Bij de inspectie van de stadions die zouden worden gebruikt voor het toernooi zei Jack Warner: 'Het is fantastisch stadion, een van de beste van de wereld' Er werd 1 groepswedstrijd gespeeld, de openingswedstrijden van het toernooi tussen Egypte en Trinidad en Tobago. De wedstrijd eindigde in een 4–1 overwinning voor het thuisland.